# Svojkovice (okres Jihlava)
Obec Svojkovice (německy Swoikowitz) se nachází v okrese Jihlava v Kraji Vysočina. Žije zde 49 obyvatel.
Sousedními obcemi sídla jsou Rozseč, Markvartice, Želetava a Předín.

## Historie a název obce
První písemná zmínka o obci pochází z roku 1257. Název se vyvíjel od varianty Woykowicz (1257), Swoycowycz (1353), v Svojkovicích (1460), Weissenegel (1718), Weiser Engel (1720, 1751), Swogkowitz (1798), Swoikowitz a Swogkowice (1846), Swoykowitz a Svojkowice (1850), Swoikowitz a Svojkovice (1872) až k podobě Svojkovice v letech 1881 a 1924. Místní jméno vzniklo přidáním přípony -ovice k osobnímu jménu Svojek a znamenalo ves lidí Svojkových. Starší německý název Weissenengel (Bílý anděl) odkazuje na název hostince U Bílého anděla, který byl postaven u silnice na Vídeň a měl ve znaku bílého anděla. Pojmenování je rodu ženského, čísla pomnožného, genitiv zní Svojkovic.

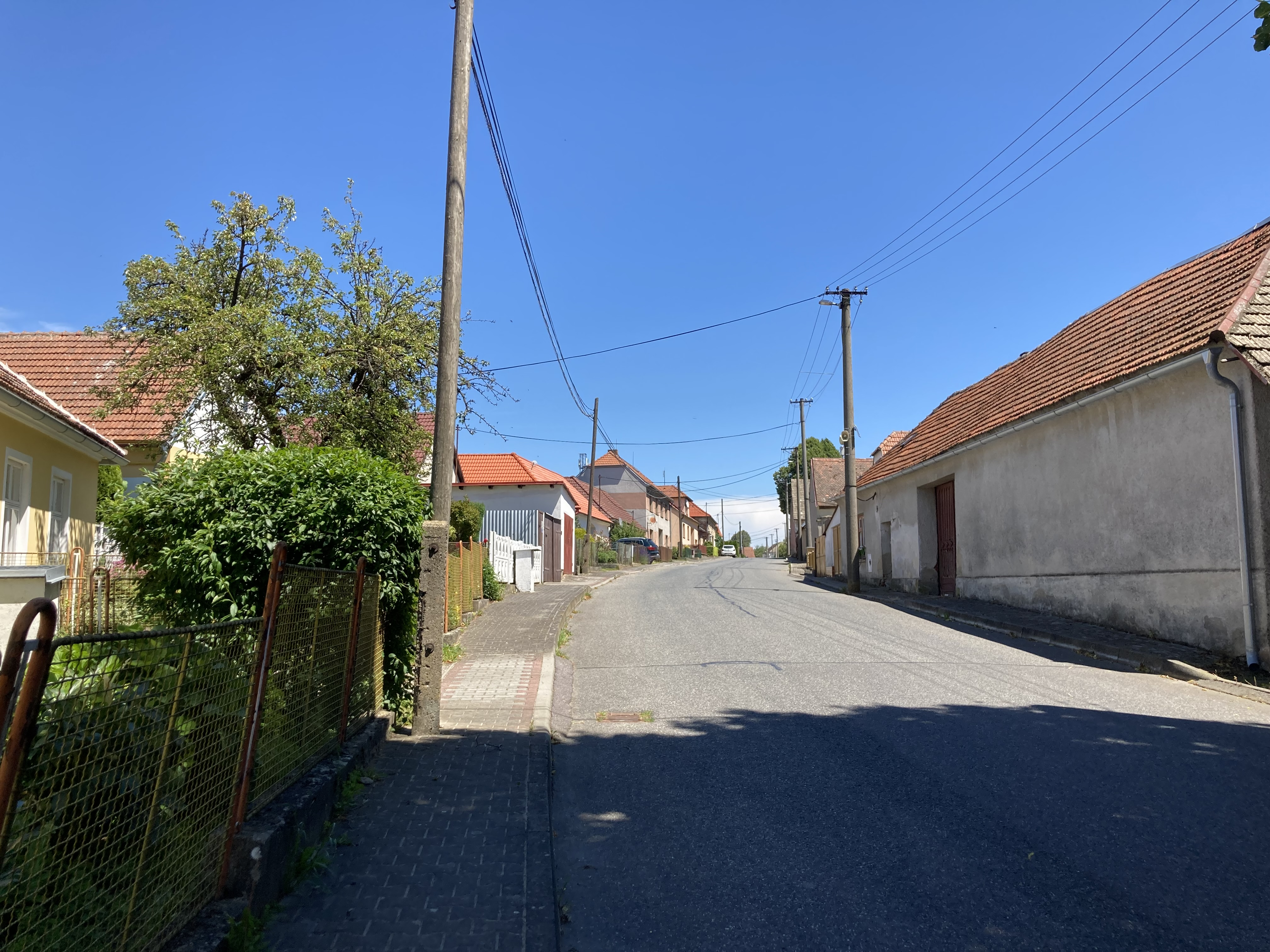
Pohled na jižní část obce
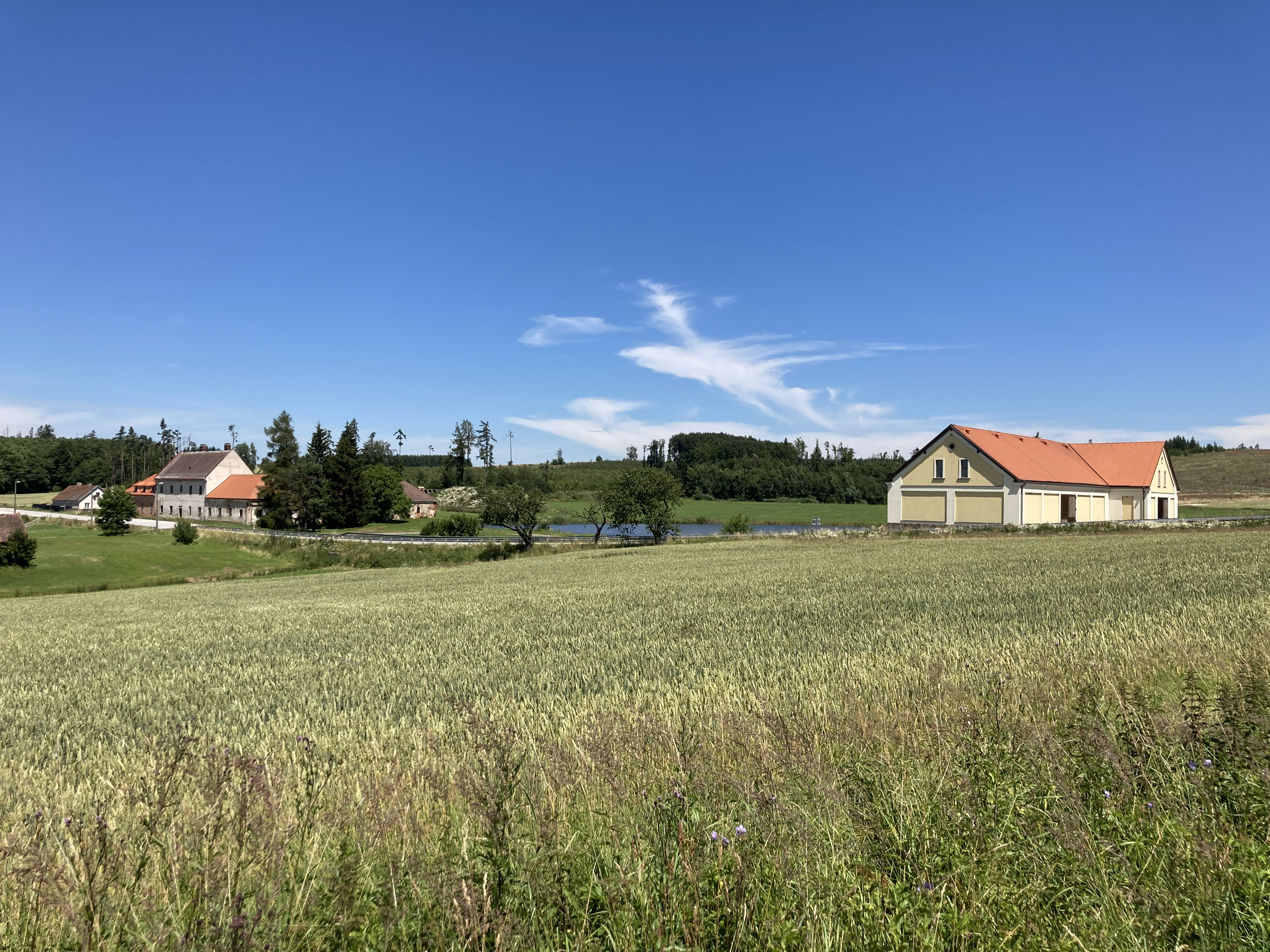
Bývalý zájezdní hostinec a hájenka U Anděla

## Přírodní poměry
Svojkovice leží v okrese Jihlava v Kraji Vysočina. Nachází se 4 km severozápadně od Želetavy a 13 km východně od Telče.
Geomorfologicky je oblast součástí Česko-moravské subprovincie, konkrétně Křižanovské vrchoviny a jejího podcelku Brtnická vrchovina, v jejíž rámci spadá pod geomorfologický okrsek Markvartická pahorkatina. Průměrná nadmořská výška činí 628 metrů. Nejvyšší bod, Hrachová hora (683 m n. m.), leží severovýchodně od obce. Severozápadně od Svojkovic protéká Otvrňský potok, na němž se nacházejí rybníky U Anděla a Svojkovický rybník, část východní hranice tvoří Želetavka.

## Obyvatelstvo
Podle sčítání 1930 zde žilo v 40 domech 179 obyvatel. 177 obyvatel se hlásilo k československé národnosti. Žilo zde 178 římských katolíků.
| Rok            | 1869 | 1880 | 1890 | 1900 | 1910 | 1921 | 1930 | 1950 | 1961 | 1970 | 1980 | 1991 | 2001 | 2011 |
| Počet obyvatel | 272  | 261  | 257  | 252  | 245  | 244  | 179  | 154  | 177  | 152  | 99   | 75   | 64   | 55   |

## Obecní správa a politika
Obec leží na katastrálním území Svojkovice na Moravě.
Obec má pětičlenné zastupitelstvo, v jehož čele stojí starosta Michal Bartoň.
| Období    | Voliči | Účast v % | Mandáty | Výsledky                  | Starosta      |
| --------- | ------ | --------- | ------- | ------------------------- | ------------- |
| 2002–2006 | 57     | 50,88     | 7       | 7 Za krásnější Svojkovice | Michal Bartoň |
| 2006–2010 | 53     | 49,06     | 7       | 7 Za Svojkovice krásnější | Michal Bartoň |
| 2010–2014 | 47     | 55,32     | 5       | 5 Za krásnější Svojkovice | Michal Bartoň |
| 2014–2018 | 50     | 42,00     | 5       | 5 Za krásnější Svojkovice | Michal Bartoň |

Svojkovice jsou členem Mikroregionu Telčsko a místní akční skupiny Mikroregionu Telčsko.

## Hospodářství a doprava
Obcí prochází silnice III. třídy č. 4073 z Rozseče ke komunikaci II. třídy č. 38. Dopravní obslužnost zajišťují dopravci ICOM transport, TRADO-BUS a ČSAD Jindřichův Hradec . Autobusy jezdí ve směrech Dačice, Budeč, Želetava, Markvartice, Nová Říše, Stará Říše, Telč, Jihlava, Znojmo, Hrotovice a Moravské Budějovice.

## Školství, kultura a sport
Místní děti dojíždějí do základní školy v Nové Říši.

## Pamětihodnosti
- Hrad, archeologické naleziště v lese Hradiště
- Výklenková kaplička na návsi
- Kamenný kříž na návsi

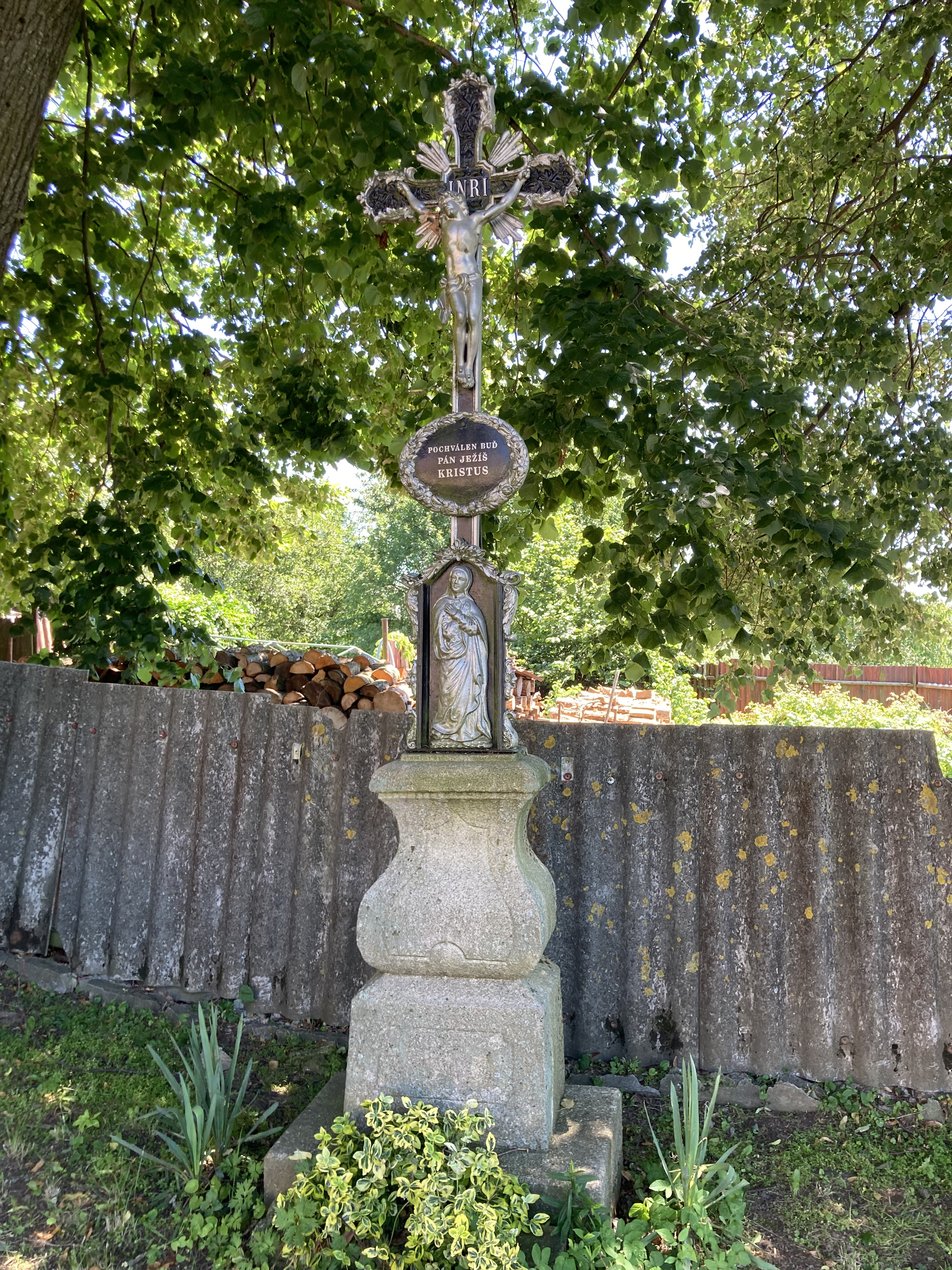
Kříž na jižním okraji obce
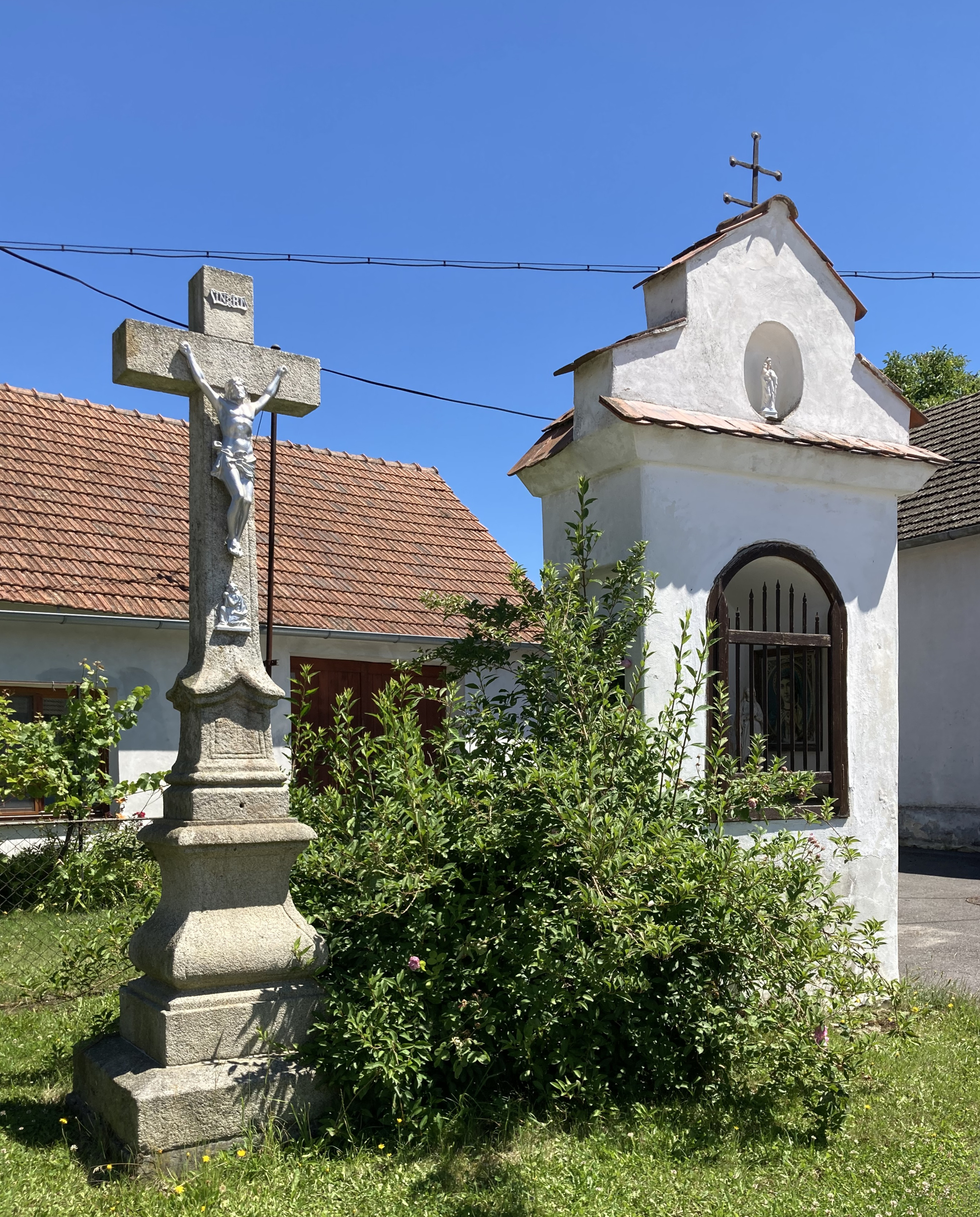
Kamenný kříž a kaplička na návsi